# Ліндсей Лі-Вотерс
Ліндсей Лі-Вотерс (англ. Lindsay Lee-Waters; нар. 28 червня 1977) — колишня американська тенісистка.
Найвищу одиночну позицію світового рейтингу — 33 місце досягла 1 квітня, 1996, парну — 85 місце — 25 лютого, 2013 року.
Здобула 11 одиночних та 21 парний титул туру ITF.
Найвищим досягненням на турнірах Великого шолома було 2 коло в одиночному та парному розрядах.

## Часова шкала результатів на турнірах Великого шлему
| W | Ф | ПФ | ЧФ | #Р | КТ | К# | DNQ | A | NH |

### Одиночний розряд
| Турнір                                 | 1995 | 1996 | 1997 | 2003 | 2004 | 2005 | SR     | W–L  |
| -------------------------------------- | ---- | ---- | ---- | ---- | ---- | ---- | ------ | ---- |
| Відкритий чемпіонат Австралії з тенісу |      | 1р   | 2р   | 1р   | 2р   | 2р   | 0 / 5  | 3–5  |
| Відкритий чемпіонат Франції з тенісу   |      | 1р   |      | 1р   | 1р   |      | 0 / 3  | 0–3  |
| Вімблдонський турнір                   | 2р   |      |      | 1р   | 1р   |      | 0 / 3  | 1–3  |
| Відкритий чемпіонат США з тенісу       | 2р   | 1р   | 1р   |      | 2р   | 1р   | 0 / 5  | 2–5  |
| В-П                                    | 2–2  | 0–3  | 1–2  | 0–3  | 2–4  | 1–2  | 0 / 16 | 6–16 |

### Парний розряд
| Турнір                                 | 1995 | 1996 | 1997 | 1998 | 1999 | 2004 | 2005 | 2006 | 2011 | 2012 | SR     | W–L  |
| -------------------------------------- | ---- | ---- | ---- | ---- | ---- | ---- | ---- | ---- | ---- | ---- | ------ | ---- |
| Відкритий чемпіонат Австралії з тенісу |      |      |      | 2р   | 1р   |      |      |      |      |      | 0 / 2  | 1–2  |
| Відкритий чемпіонат Франції з тенісу   |      | 1р   |      | 1р   |      |      | 1р   |      |      |      | 0 / 3  | 0–3  |
| Вімблдонський турнір                   |      |      |      | 1р   |      |      |      |      | 1р   | 1р   | 0 / 3  | 0–3  |
| Відкритий чемпіонат США з тенісу       | 1р   | 2р   | 1р   | 1р   | 1р   | 1р   | 1р   | 1р   |      | 1р   | 0 / 9  | 1–9  |
| В-П                                    | 0–1  | 1–2  | 0–1  | 1–4  | 0–2  | 0–1  | 0–2  | 0–1  | 0–1  | 0–2  | 0 / 17 | 2–17 |

## Фінали ITF
| турніри $100,000 |
| турніри $75,000  |
| турніри $50,000  |
| турніри $25,000  |
| турніри $10,000  |

### Одиночний розряд: 23 (11–12)
| Результат | Ранг | Дата     | Турнір                    | Покриття   | Суперниця            | Рахунок             |
| --------- | ---- | -------- | ------------------------- | ---------- | -------------------- | ------------------- |
| Поразка   | 1.   | Тра 1994 | ITF Акапулько, Мексика    | Ґрунт      | Паула Кабесас        | 2–6, 2–6            |
| Поразка   | 2.   | Сер 1994 | ITF Колледж-Парк, США     | Тверде     | Лакшмі Порурі        | 3–6, 2–6            |
| Поразка   | 3.   | Січ 1995 | ITF Сан-Антоніо, США      | Тверде     | Сабіне Гас           | 6–7(6–8), 0–6       |
| Перемога  | 4.   | Січ 1995 | ITF Вудлендс, США         | Тверде     | Джоді Їнь            | 6–4, 6–4            |
| Перемога  | 5.   | Бер 1995 | ITF Маямі, США            | Тверде     | Тара Снайдер         | 6–2, 6–3            |
| Поразка   | 6.   | Лют 1996 | ITF Мідленд, США          | Тверде     | Анна Курникова       | 6–7(2–7), 1–6       |
| Поразка   | 7.   | Лип 1997 | ITF Флашинг-Медоуз, США   | Тверде     | Лі Фан               | 5–7, 5–7            |
| Перемога  | 8.   | Кві 1998 | ITF Бербанк, США          | Тверде     | Джолен Ватанабе      | 6–4, 6–4            |
| Перемога  | 9.   | Січ 2000 | ITF Бока-Ратон, США       | Тверде     | Ольга Благотова      | 6–2, 3–6, 6–3       |
| Поразка   | 10.  | Бер 2000 | ITF Стоун-Маунтін, США    | Тверде     | Дон Бут              | 3–6, 6–4, 1–6       |
| Поразка   | 11.  | Січ 2002 | ITF Маямі, США            | Тверде     | Мелінда Цінк         | 5–7, 2–6            |
| Поразка   | 12.  | Чер 2002 | ITF Аллентаун, США        | Тверде     | Таннер Кокрен        | 4–6, 6–3, 4–6       |
| Перемога  | 13.  | Вер 2002 | ITF Колумбус, США         | Тверде     | Ешлі Гарклроуд       | 1–6, 6–1, 7–6(11–9) |
| Перемога  | 14.  | Жов 2002 | ITF Галландейл-Біч, США   | Ґрунт      | Хісела Дулко         | 7–5, 3–6, 6–1       |
| Перемога  | 15.  | Жов 2003 | ITF Лафаєтт, США          | Ґрунт      | Наталі Грандін       | 6–2, 6–0            |
| Перемога  | 16.  | Гру 2003 | ITF Палм-Біч-Гарденс, США | Ґрунт      | Марта Марреро        | 6–3, 6–3            |
| Перемога  | 17.  | Лют 2004 | ITF Рокфорд, США          | Тверде (i) | Хісела Дулко         | 6–4, 7–5            |
| Поразка   | 18.  | Чер 2005 | ITF Аллентаун, США        | Тверде     | Варвара Лепченко     | 6–7(3–7), 4–6       |
| Перемога  | 19.  | Лип 2005 | ITF Лос-Гатос, США        | Тверде     | Карлі Галліксон      | 6–4, 6–0            |
| Перемога  | 20.  | Тра 2009 | ITF Шарлотсвілл, США      | Ґрунт      | Катерина Бичкова     | 6–3, 7–5            |
| Поразка   | 21.  | Тра 2009 | Raleigh Challenger, США   | Ґрунт      | Мелані Уден          | 1–6, 6–2, 4–6       |
| Поразка   | 22.  | Тра 2010 | ITF Ролі, США             | Ґрунт      | Джоанна Конта        | 6–2, 5–7, 6–4       |
| Поразка   | 23.  | Вер 2010 | ITF Альбукерке, США       | Тверде     | Мір'яна Лучич-Бароні | 1–6, 4–6            |

### Парний розряд: 47 (21–26)
| Результат | Ранг | Дата      | Турнір                     | Покриття   | Партнерка              | Суперниці                             | Рахунок                |
| --------- | ---- | --------- | -------------------------- | ---------- | ---------------------- | ------------------------------------- | ---------------------- |
| Поразка   | 1.   | Чер 1994  | ITF Вашингтон, США         | Тверде     | Емілі Бонд             | Енні Міллер Стефані Тіббітс           | 5–7, 4–6               |
| Поразка   | 2.   | Сер 1994  | ITF Колледж-Парк, США      | Тверде     | Марісса Кетлін         | Гейл Біггс Тяша Єзерник               | 4–6, 5–7               |
| Поразка   | 3.   | Лют 1995  | ITF Маямі, США             | Тверде     | Емілі Бонд             | Еллі Гакамі Стефані Ріс               | 1–6, 1–6               |
| Поразка   | 4.   | Лют 1997  | ITF Мідленд, США           | Тверде (i) | Джанет Лі              | Анджела Леттьєр Нана Міяґі            | 3–6, 2–6               |
| Перемога  | 5.   | Чер 1997  | ITF Флашинг-Медоуз, США    | Тверде     | Джанет Лі (тенісистка) | Кері Фебус Лі Фан                     | 6–2, 2–6, 6–3          |
| Поразка   | 6.   | Лип 1997  | ITF Клірвотер, США         | Тверде (i) | Морін Дрейк            | Жулі Пуллен Аманда Вейнрайт           | 4–6, 4–6               |
| Перемога  | 7.   | Бер 1998  | ITF Рокфорд, США           | Тверде     | Суріна Де Беер         | Седа Норландер Ніно Луарсабішвілі     | 6–2, 6–4               |
| Поразка   | 8.   | Вер 1998  | ITF Санта-Клара, США       | Тверде     | Морін Дрейк            | Кара Блек Ірина Селютіна              | 4–6, 7–5, 3–6          |
| Перемога  | 9.   | Жов 1998  | ITF Індіан-Веллс, США      | Тверде     | Павліна Нола           | Еріка Делоун Каті Шлукебір            | 6–0, 6–7(4–7), 6–1     |
| Перемога  | 10.  | Жов 1998  | ITF Остін, США             | Тверде     | Морін Дрейк            | Нанні Де Вільєрс Лізель Губер         | 6–1, 6–1               |
| Перемога  | 11.  | Лис 1998  | ITF Гвадалахара, Мексика   | Тверде     | Меган Шонессі          | Міріам Д'Агостіні Каталін Мароші      | 6–1, 6–3               |
| Перемога  | 12.  | Тра 1999  | ITF Джексон, США           | Ґрунт      | Джулі Стівен           | Рената Колбовіч Трейсі Алмеда-Сінгіан | 4–6, 7–5, 6–2          |
| Поразка   | 13.  | Чер 1999  | ITF Гілтон-Гед, США        | Тверде     | Венді Фікс             | Ванесса Вебб Дон Бут                  | 2–6, 6–4, 3–6          |
| Перемога  | 14.  | Чер 1999  | ITF Маунт-Плезант, США     | Тверде     | Венді Фікс             | Петра Рампре Дженніфер Гопкінс        | 6–3, 7–6(9–7)          |
| Перемога  | 15.  | Чер 1999  | ITF Істон, США             | Тверде     | Кім Грант              | Голлі Паркінсон Джулі Ту              | 6–4, 7–6(9–7)          |
| Перемога  | 16.  | Січ 2000  | ITF Бока-Ратон, США        | Тверде     | Сандра Качіч           | Лі Тін Лі На                          | 6–4, 7–5               |
| Поразка   | 17.  | Jany 2000 | ITF Клірвотер, США         | Тверде     | Сандра Качіч           | Чо Юн Чон Ї Цзін-Цянь                 | 4–6, 6–7(7–9)          |
| Поразка   | 18.  | Бер 2000  | ITF Норкросс, США          | Тверде     | Джессіка Стек          | Юлія Абе Ципора Обзилер               | 7–5, 6–7(7–9), 4–6     |
| Поразка   | 19.  | Вер 2001  | ITF Гринвілл, США          | Тверде     | Гаель Адда             | Мелінда Цінк Саломе Девідзе           | 1–6, 4–6               |
| Поразка   | 20.  | Тра 2002  | ITF Сі-Айлендс, США        | Ґрунт      | Кортні Чепмен          | Таннер Кокрен Ешлі Гарклроуд          | 3–6, 2–6               |
| Поразка   | 21.  | Жов 2003  | ITF Трой, США              | Тверде     | Петра Рампре           | Бетані Маттек-Сендс Шенай Перрі       | 2–6, 6–2, 4–6          |
| Перемога  | 22.  | Жов 2003  | ITF Лафаєтт, США           | Тверде     | Морін Дрейк            | Джессіка Фернандес Кара Молоні-Гассі  | 6–2, 6–3               |
| Перемога  | 23.  | Тра 2005  | ITF Ролі, США              | Ґрунт      | Ешлі Гарклроуд         | Марія Фернанда Алвеш Стефані Дюбуа    | 6–2, 0–6, 6–3          |
| Перемога  | 24.  | Тра 2005  | ITF Шарлотсвілл, США       | Ґрунт      | Ешлі Гарклроуд         | Саманта Рівз Крістіна Вілер           | 6–4, 7–5               |
| Поразка   | 25.  | Чер 2005  | ITF Лос-Гатос, США         | Тверде     | Кейсі Смеші            | Терін Ешлі Карлі Галліксон            | 4–6, 6–4, 1–6          |
| Поразка   | 26.  | Чер 2005  | ITF Індіан-Гарбор-Біч, США | Ґрунт      | Карлі Галліксон        | Монік Адамчак Анджела Гейнс           | 1–6, 6–3, 4–6          |
| Поразка   | 27.  | Тра 2007  | ITF Карсон, США            | Тверде     | Анджела Гейнс          | Кім Грант Суніта Рао                  | 4–6, 4–6               |
| Поразка   | 28.  | Чер 2007  | ITF Аллентаун, США         | Тверде     | Анджела Гейнс          | Фуда Рьоко Суніта Рао                 | 7–6, 4–6, 1–6          |
| Перемога  | 29.  | Лип 2007  | ITF Лексінгтон, США        | Тверде     | Мелінда Цінк           | Кейсі Деллаква Наталі Грандін         | 6–2, 7–6(10–8)         |
| Поразка   | 30.  | Чер 2008  | ITF Ель-Пасо, США          | Тверде     | Ешлі Вейнголд          | Суріна Де Беер Лорен Албанезе         | 3–6, 3–6               |
| Поразка   | 31.  | Лип 2008  | ITF Лексінгтон, США        | Тверде     | Мелані Уден            | Chin-Wei Chan Кімберлі Кутс           | 6–2, 2–6, [8–10]       |
| Перемога  | 32.  | Жов 2008  | ITF Піттсбург, США         | Тверде     | Мелінда Цінк           | Ракел Атаво Абігейл Спірс             | 6–2, 7–5               |
| Поразка   | 33.  | Лют 2009  | ITF Мідленд, США           | Тверде     | Мелінда Цінк           | Чень Ї Фудзівара Ріка                 | 5–7, 6–7(7–9)          |
| Перемога  | 34.  | Кві 2009  | ITF Оспрі, США             | Ґрунт      | Сторі Твіді-Єйтс       | Гейді Ель Табах Мелані Клаффнер       | 6–3, 6–7(5–7), [12–10] |
| Перемога  | 35.  | Лип 2009  | ITF Грейпвайн, США         | Тверде     | Різа Заламеда          | Кімберлі Кутс Валері Тетро            | 7–6(9–7), 6–3          |
| Поразка   | 36.  | Вер 2009  | ITF Альбукерке, США        | Тверде     | Мелінда Цінк           | Машона Вашінгтон Різа Заламеда        | 3–6, 2–6               |
| Поразка   | 37.  | Вер 2009  | ITF Лас-Вегас, США         | Тверде     | Кімберлі Кутс          | Аніко Капрош Агустіна Лепоре          | 2–6, 5–7               |
| Перемога  | 38.  | Тра 2010  | ITF Карсон, США            | Тверде     | Меган Мултон-Леві      | Крістіна Фусано Кортні Негл           | 6–1, 6–2               |
| Поразка   | 39.  | Чер 2010  | ITF Ель-Пасо, США          | Тверде     | Ешлі Вейнголд          | Анджела Гейнс Аша Ролле               | 3–6, 7–6 (7–5) , 5–7   |
| Поразка   | 40.  | Чер 2010  | ITF Бостон, США            | Тверде     | Меган Мултон-Леві      | Кімберлі Кутс Тетяна Лужанська        | 6–4, 3–6, [10–8]       |
| Перемога  | 41.  | Лип 2010  | ITF Грейпвайн, США         | Тверде     | Меган Мултон-Леві      | Кімберлі Кутс Лужанська Тетяна        | 6–2, 7–5               |
| Перемога  | 42.  | Вер 2010  | ITF Альбукерке, США        | Тверде     | Меган Мултон-Леві      | Абігейл Спірс Машона Вашінгтон        | 2–6, 6–3, [10–8]       |
| Перемога  | 43.  | Вер 2010  | ITF Лас-Вегас, США         | Тверде     | Меган Мултон-Леві      | Ірина Фалконі Марія Санчес            | 1–6, 7–5, [10–4]       |
| Поразка   | 44.  | Тра 2011  | Prague Open, Чехія         | Ґрунт      | Меган Мултон-Леві      | Петра Цетковська Міхаелла Крайчек     | 2–6, 1–6               |
| Поразка   | 45.  | Лип 2011  | ITF Лексінгтон, США        | Тверде     | Меган Мултон-Леві      | Тамарін Гендлер К'яра Шоль            | 6–7(9–11), 6–3, [7–10] |
| Поразка   | 46.  | Лис 2011  | ITF Грейпвайн, США         | Тверде     | Меган Мултон-Леві      | Джеймі Гемптон Чжан Шуай              | 4–6, 0–6               |
| Перемога  | 47.  | Бер 2012  | ITF Оспрі, США             | Ґрунт      | Меган Мултон-Леві      | Олександра Панова Леся Цуренко        | 2–6, 6–4, [10–7]       |